# Isa van Eeghenbrug
De Isa van Eeghenbrug is een vaste plaatbrug met drie doorvaarten in Amsterdam-Centrum.

## Geschiedenis
De brug met brugnummer 30 is gelegen in de Vijzelstraat en overspant de Herengracht, op die plaats lag al sinds rond 1727 een brug. Rond 1882 werd de brug aangepast aan de eisen van het verkeer; ze werd verlaagd en verbreed.  Toen ook deze versie niet meer voldeed maakte architect Jo van der Mey van de Dienst der Publieke Werken voor de drie bruggen (30, 41 en 70) rond 1911 nieuwe ontwerpen. Het zou met brugnummer 41 en 70 een serie van drie bruggen vormen in die Vijzelstraat., zodat de drie bruggen een eenheid zouden vormen. De uitvoering vond echter met tussenposes plaats, die veroorzaakt werden door de verbreding van de Vijzelstraat, die in fases plaatsvond. Piet Kramer zag zich rond 1919 genoodzaakt drie nieuwe bruggen te ontwerpen, waarbij hij wel de brugstructuur van Van der Mey overnam, maar de centrale gedachtegang ging verloren. De brug werd in 1922 opgeleverd, hetgeen in granieten jaarstenen (Anno 1922) aan beide zijde van de brugpijlers kenbaar wordt gemaakt. De landhoofden en pijlers zijn uitgevoerd in bak- en natuursteen. De brug wordt omgeven door vier natuurstenen zuilen waar de landhoofden overgaan in het brugdek. Die zuiltjes zijn waarschijnlijk ook door Kramer ontworpen, gezien hun oosterse motieven; hij zorgde namelijk ook voor een nieuwe balustrade met siersmeedwerk (ten opzichte van de tekeningen van Van de Mey, die er lantaarns had getekend). Het geheel wordt gedragen door een houten paalfundering.
De brug werd rond 1954 heringericht en in 1968 kreeg ze een nieuw brugdek. 
De brug kreeg pas in 2016 haar officiële tenaamstelling, een vernoeming naar Isabella Henriette van Eeghen, archivaris en historica onder andere bij het Stadsarchief Amsterdam. Gedurende haar leven was dat gevestigd aan de Amsteldijk, maar vanaf 2007 in Gebouw De Bazel aan de Vijzelstraat, gelegen naast de brug.  
Niet veel later in 2018 werd geconstateerd dat de brug aan restauratie toe is. Ze is versleten door het zware vracht- en tramverkeer. De werkzaamheden begonnen in 2020. Bij de restauratie bleek in de zomer van 2020 dat de liggers 2,6 centimeter te laag waren gepositioneerd. Daardoor raakten rondvaartboten beschadigd. De liggers werden daarop alsnog iets hoger gelegd; de brug was met een doorvaarthoogte van 1,71 +NAP al voor de restauratie een van laagste bruggen van Amsterdam waaronder doorgevaren wordt (1,71 +NAP ten opzichte van normale doorvaarthoogte van 1,80 +NAP), aldus Het Parool van 26 augustus 2020. Op 8 december 2023 verdween de laatste tramlijn van de brug.

## Afbeeldingen

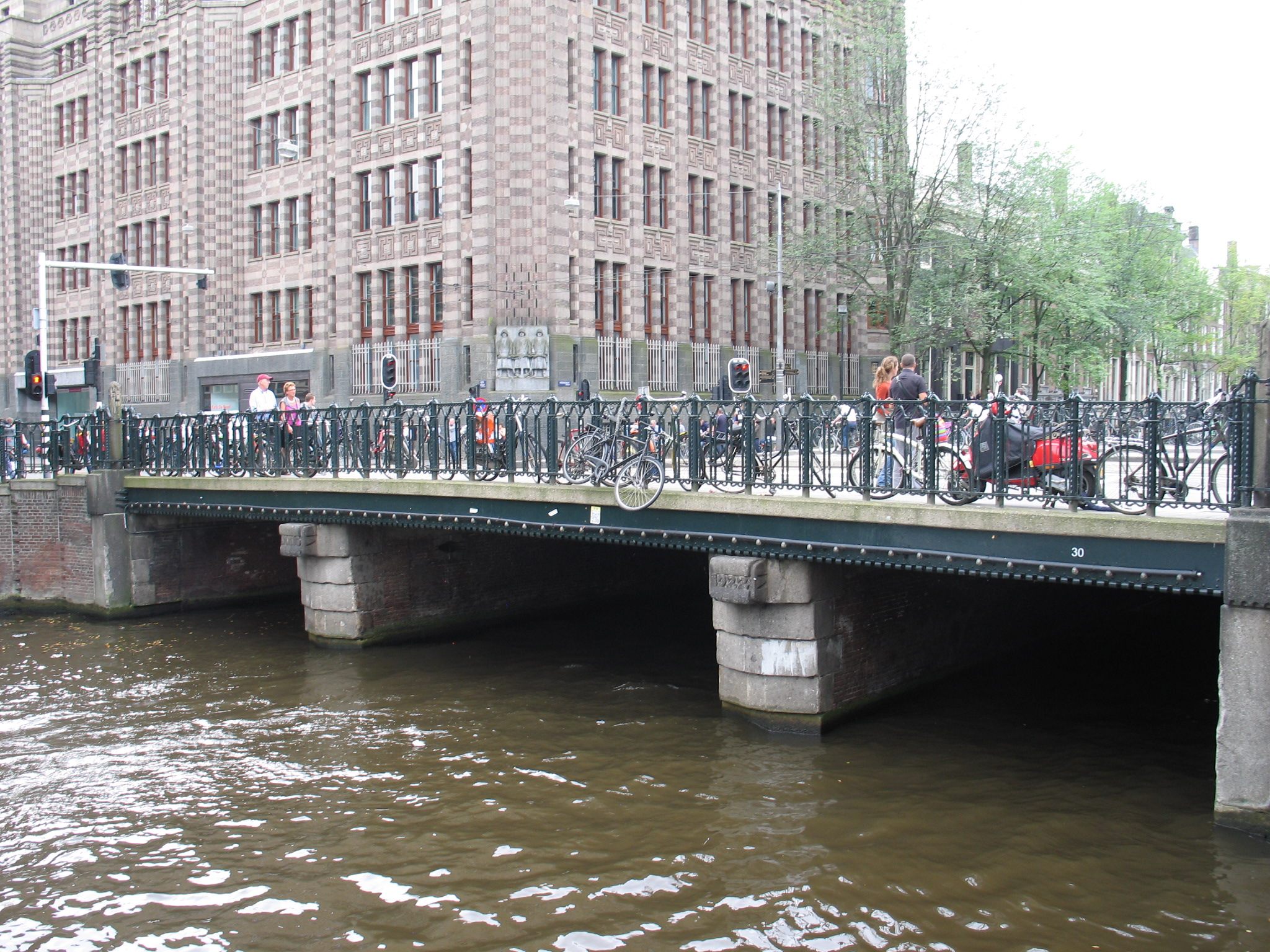
Isa van Eeghenbrug in 2011 (Gebouw De Bazel op de achtergrond)
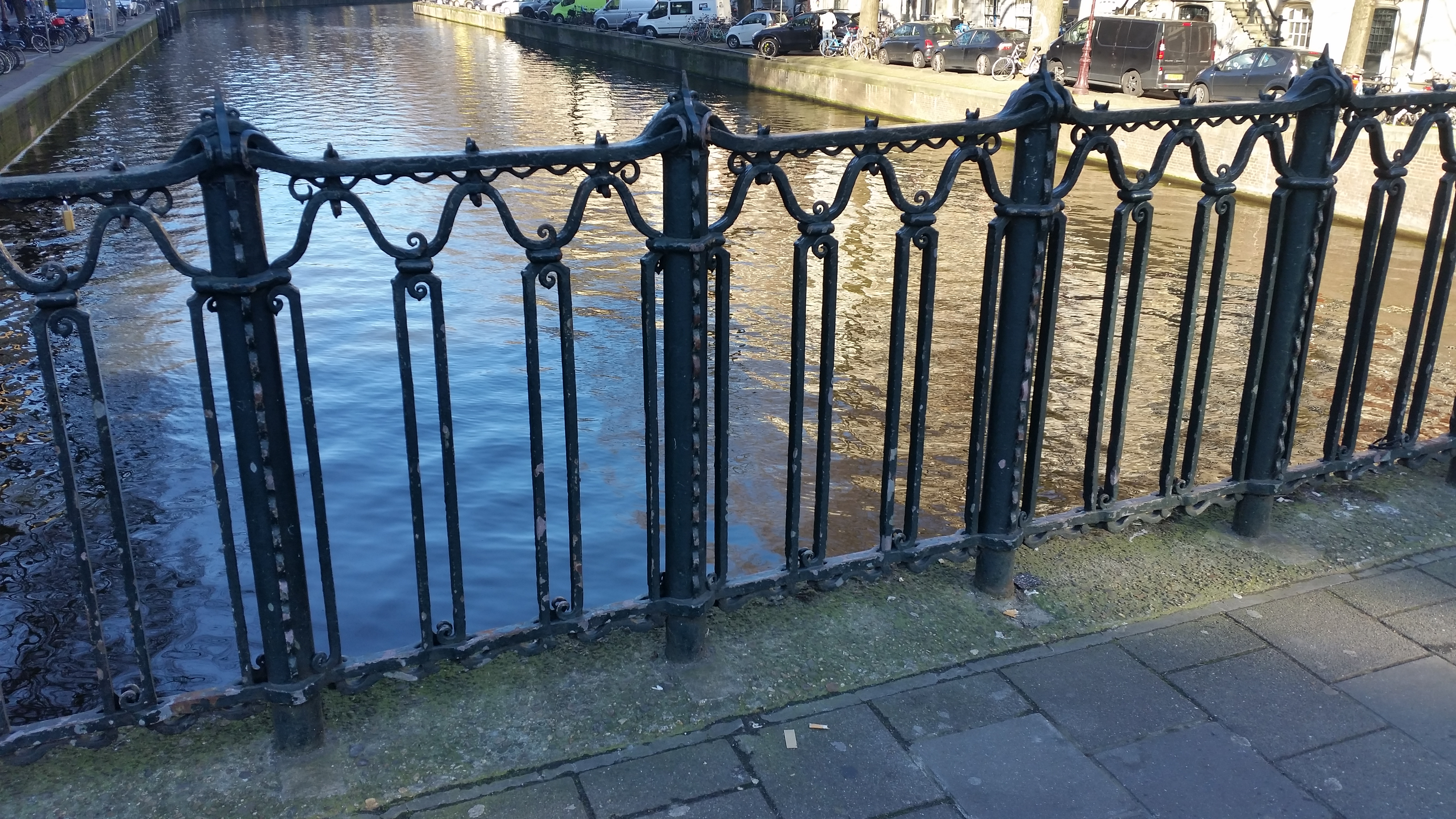
Siersmeedwerk (maart 2019)
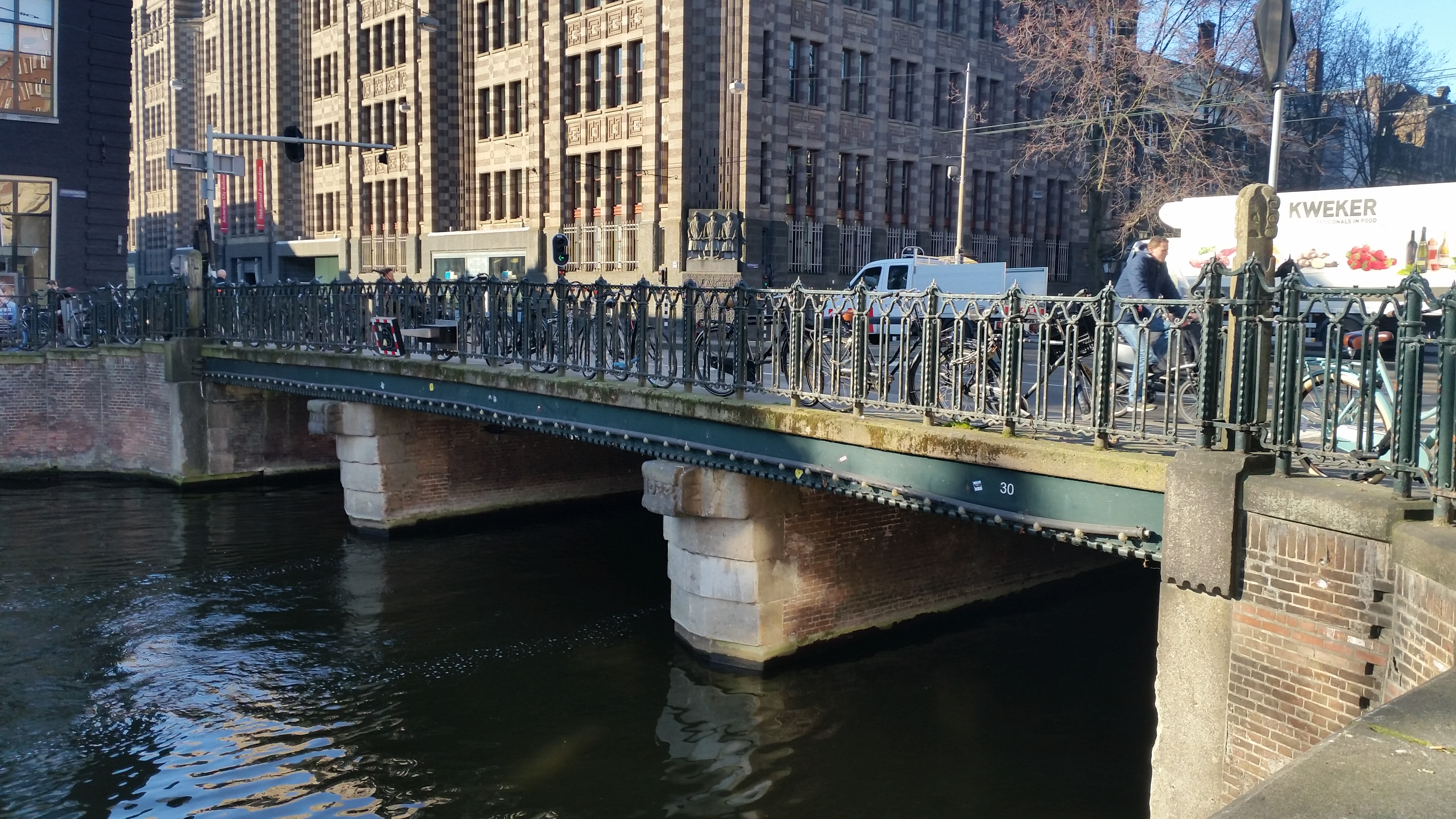
Zuilen op de brug; jaarstenen als uitkragingen op de brugpijlers (maart 2019)
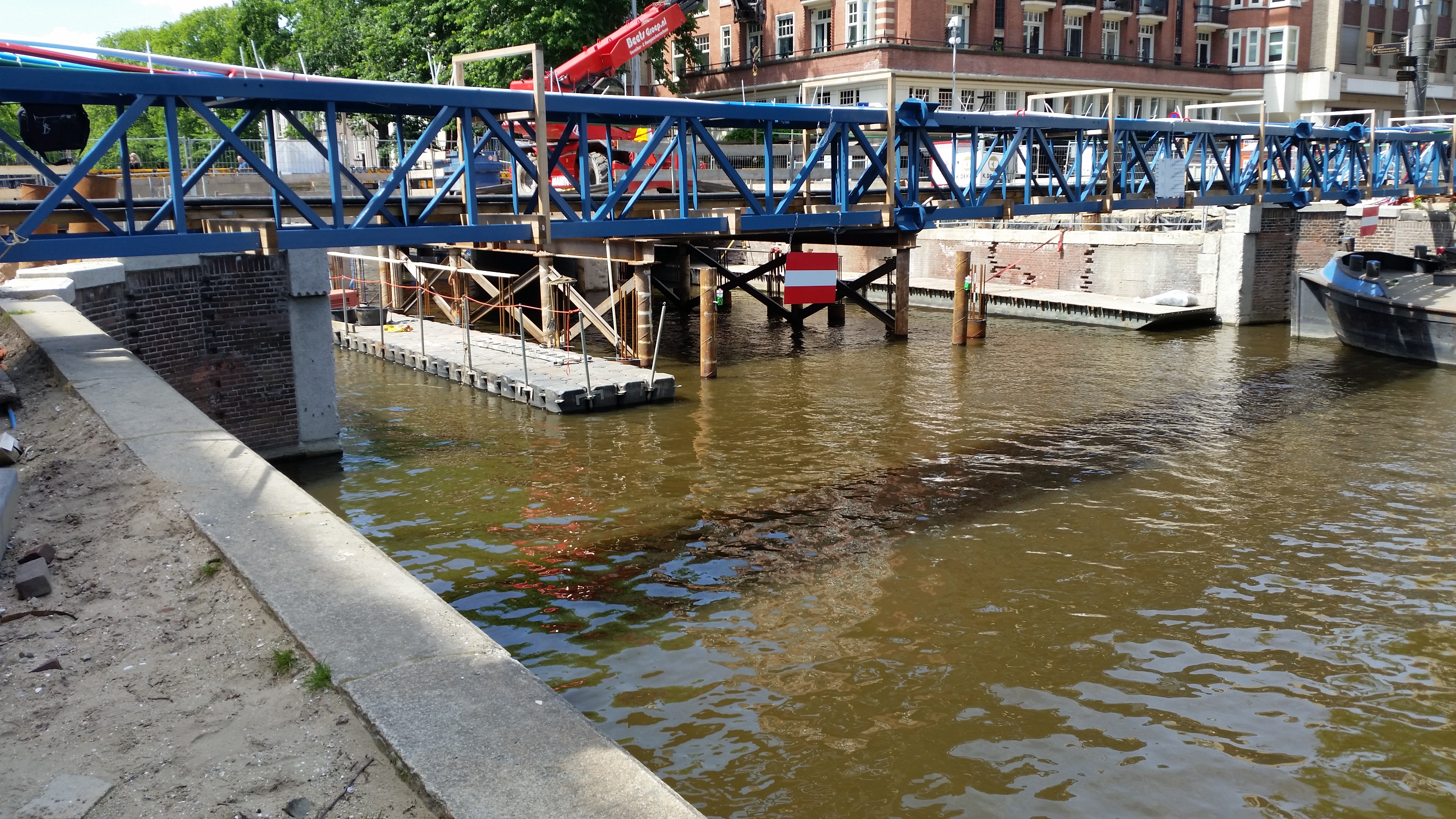
Brug 30 in reparatie met noodbrug voor kabels (juni 2020)
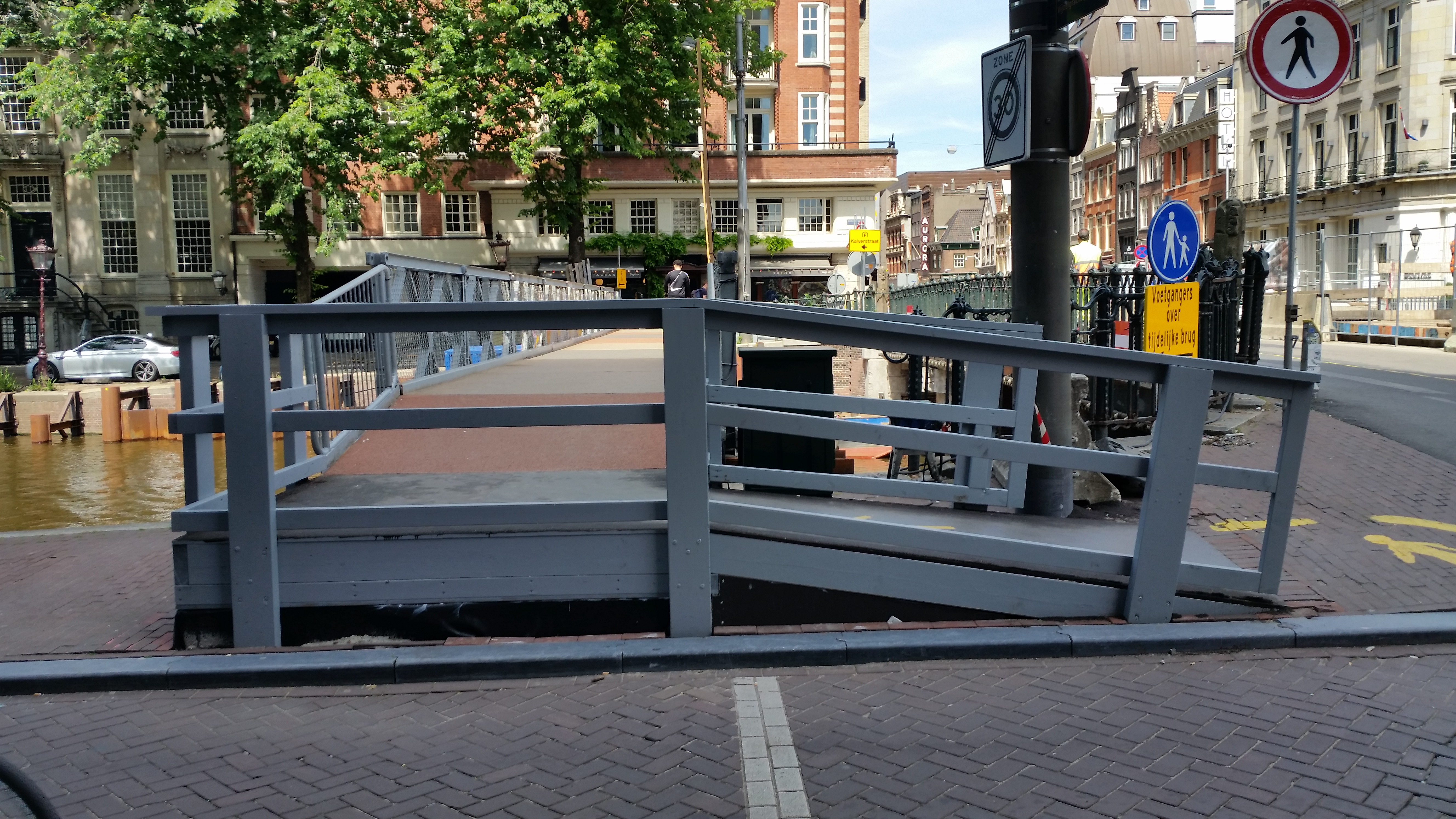
Brug 30 in reparatie met noodbrug voor voetgangers (juni 2020)

1 · 2 · 3 · 4 · 5 · 6 · 7 · 8 · 9 · 10 · 11 · 12 · 13 · 14 · 15 · 16 · 17 · 18 · 19 · 20 · 21 · 22 · 23 · 24 · 25 · 26 · 27 · 28 · 29 · 30 · 31 · 32 · 34 · 35 · 36 · 37 · 38 · 39 · 40 · 41 · 42 · 43 · 44 · 45 · 46 · 47 · 48 · 49 · 50 · 51 · 52 · 53 · 54 · 55 · 56 · 57 · 58 · 59 · 60 · 61 · 62 · 63 · 64 · 65 · 66 · 67 · 68 · 69 · 70 · 71 · 72 · 73 · 74 · 75 · 76 · 77 · 78 · 79 · 80 · 81 · 82 · 84 · 85 · 86 · 87 · 88 · 89 · 90 · 91 · 92 · 93 · 94 · 95 · 96 · 97 · 98 · 99 · >>>
Brugnummers 33 en 83 zijn niet (meer) vergeven